# دا کاپو پرس
دا کاپو پرس شرکت انتشارات آمریکایی است که دفتر مرکزی آن در کمبریج، ماساچوست قرار دارد. این شرکت در سال ۱۹۶۴ میلادی بعنوان ناشر کتاب‌های موسیقی، و بعنوان بخشی از اشپرینگر ساینس+بیزینس مدیا تأسیس شد. تا سال ۲۰۰۹ میلادی دفاتر فرعی در نیویورک، فیلادلفیا، پنسیلوانیا و امری ویل، کالیفرنیا داشت. دا کاپو پرس تا سال ۲۰۰۸ میلادی بیش از ۲٫۵ میلیون دلار فروش خالص داشته‌است.
دا کاپو پرس اوایل دهه ۱۹۷۰ میلادی به یک ناشر تجاری همگانی تبدیل شد. در سال ۱۹۹۹ میلادی، شرکت پس از فروخته‌شدن اشپرینگر ساینس+بیزینس مدیا به ولترز کلوور، به پرسئوس بوکس گروپ فروخته شد. در دهه آخر، تولیدش بیشتر شامل عناوین غیر داستانی، جلدهای سخت و کاغذی، تمرکز روی تاریخچه، موسیقی، هنرهای نمایشی، ورزش، و فرهنگ عامه‌پسند می‌شد. در سال ۲۰۰۳ میلادی، لایف‌لانگ بوکس (به انگلیسی: Lifelong Books) بعنوان بخش بهداشت و سلامت زیر نظر دا کاپو پرس تأسیس شد. لایف‌لانگ بوکس روی موضوعات سلامت چون بارداری، فرزندپروری، تناسب اندام، و روابط شخصی تمرکز می‌کند. هنگامی که مارلو و شرکت در سال ۲۰۰۷ میلادی بخشی از این بخش شد، دامنه لایف‌لانگ بوکس گسترده شد تا سری‌های انقلاب تازه گلوکز (به انگلیسی: New Glucose Revolution) و عناوین مختلف دیابت، و نیز کتاب‌های آشپزی سالم، روان‌شناسی، رشد فردی، و مسائل جنسی را شامل شود.
در سال ۲۰۰۹ میلادی، شرکت بخش علمی کتاب رویاهای جت‌پک (به انگلیسی: Jetpack Dreams) را به رایگان روی اینترنت قرار داد.